# Franz Conrad Linck

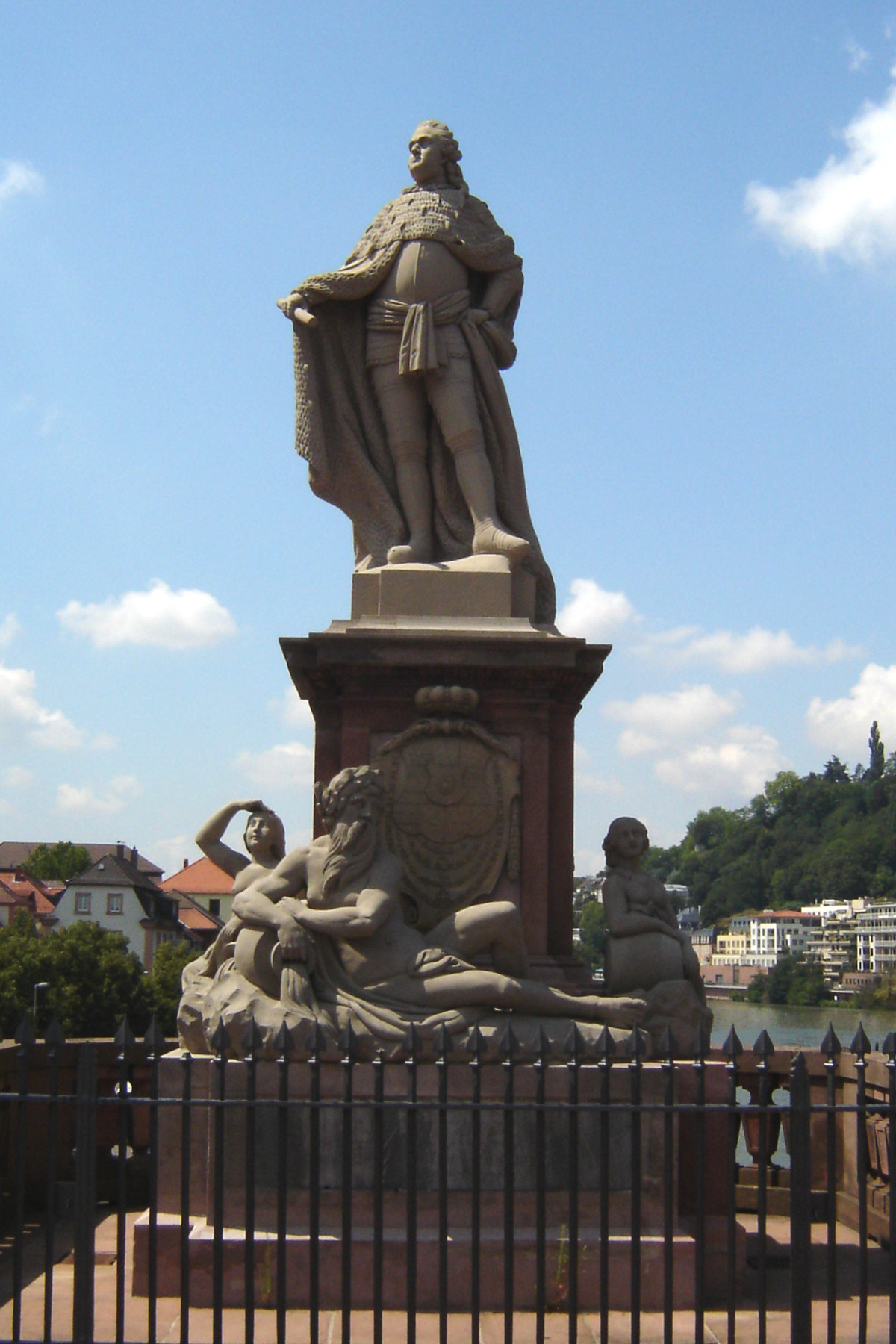
Carl-Theodor-Statue (Alte Brücke in Heidelberg)

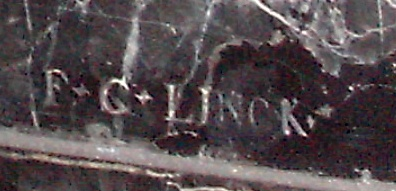
Eigenhändige Signatur auf dem Epitaph Stengel, Mannheim

Franz Conrad Linck (* 16. Dezember 1730 in Speyer; † 13. Oktober 1793 in Mannheim) war ein deutscher Bildhauer. Er wirkte als kurpfälzischer Hofbildhauer.

## Biografie
Franz Conrad Linck wurde als Sohn des Bildhauers Johann Georg Linck (1707–1746) und dessen Ehefrau Anna Maria geb. Gescheider (1705–1779) in Speyer geboren und in der Werkstatt seines Vaters ausgebildet. Dieser starb, als er 15 Jahre alt war, und die Mutter verheiratete sich 1748 mit dem Bildhauer Vinzenz Möhring,
ehedem Obergeselle des Vaters. Auch dieser dürfte deshalb starken Einfluss auf die frühe Ausbildung von Franz Conrad Linck gehabt haben.
Um 1750 begab sich Linck auf Wanderschaft und hielt sich ein Jahr in Würzburg auf. Ab 1753 studierte er an der K.k. Hofakademie der Maler, Bildhauer und Baukunst in Wien. Nach seinem Studium arbeitete er bei Jakob Schletter in Wien und bei Georg Franz Eberhecht in Berlin, wo er an der Erstellung der Parkfiguren für Schloss Sanssouci beteiligt war.
1757 kehrte Franz Conrad Linck nach Speyer zurück. Kurfürst Karl Theodor berief ihn 1762 an die Frankenthaler Porzellanmanufaktur und ernannte ihn ein Jahr später zum Hofbildhauer. Ab 1766 arbeitete Linck an den Plastiken für den Schlosspark Schwetzingen. In seinen letzten Lebensjahren entwarf er die monumentalen Standbilder des Kurfürsten Carl Theodor (1788) und der Minerva (1790) auf der Alten Brücke in Heidelberg. Franz Conrad Linck starb am 13. Oktober 1793 in Mannheim.
Franz Conrad Linck war seit 1768 verheiratet mit Eva Katharina Weber (1747–1812) aus Hockenheim. Das Ehepaar hatte drei Töchter und den Sohn Franz Arnold Linck (1769–1838), später geadelt und Regierungspräsident der Oberpfalz sowie von Schwaben (Bayern).
Franz Conrad Lincks jüngerer Bruder Peter Anton Linck (1743–1824) war ebenfalls Bildhauer. Er lebte und wirkte in Speyer, wo er u. a. im Auftrag des Domherrn Karl Joseph von Mirbach eine Kopie der berühmten Speyerer Gnadenmadonna schuf, die sich heute in der Konventskirche des Klosters St. Magdalena befindet. Die Berühmtheit seines älteren Bruders erreichte er nicht.

## Werke von Franz Conrad Linck

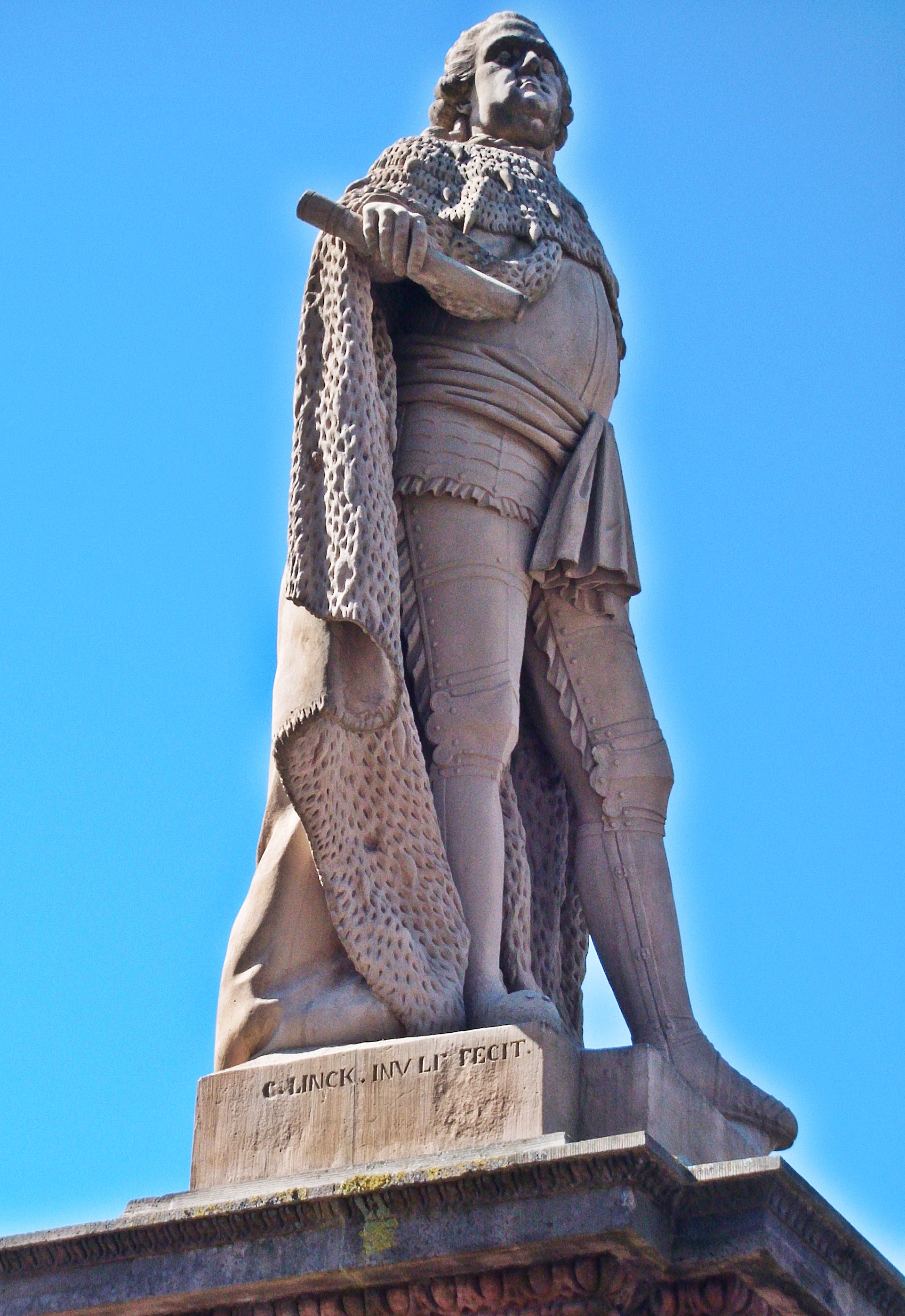
Figur von Kurfürst Carl Theodor auf der Alten Brücke Heidelberg, mit deutlich erkennbarer Signatur Lincks, am Sockel
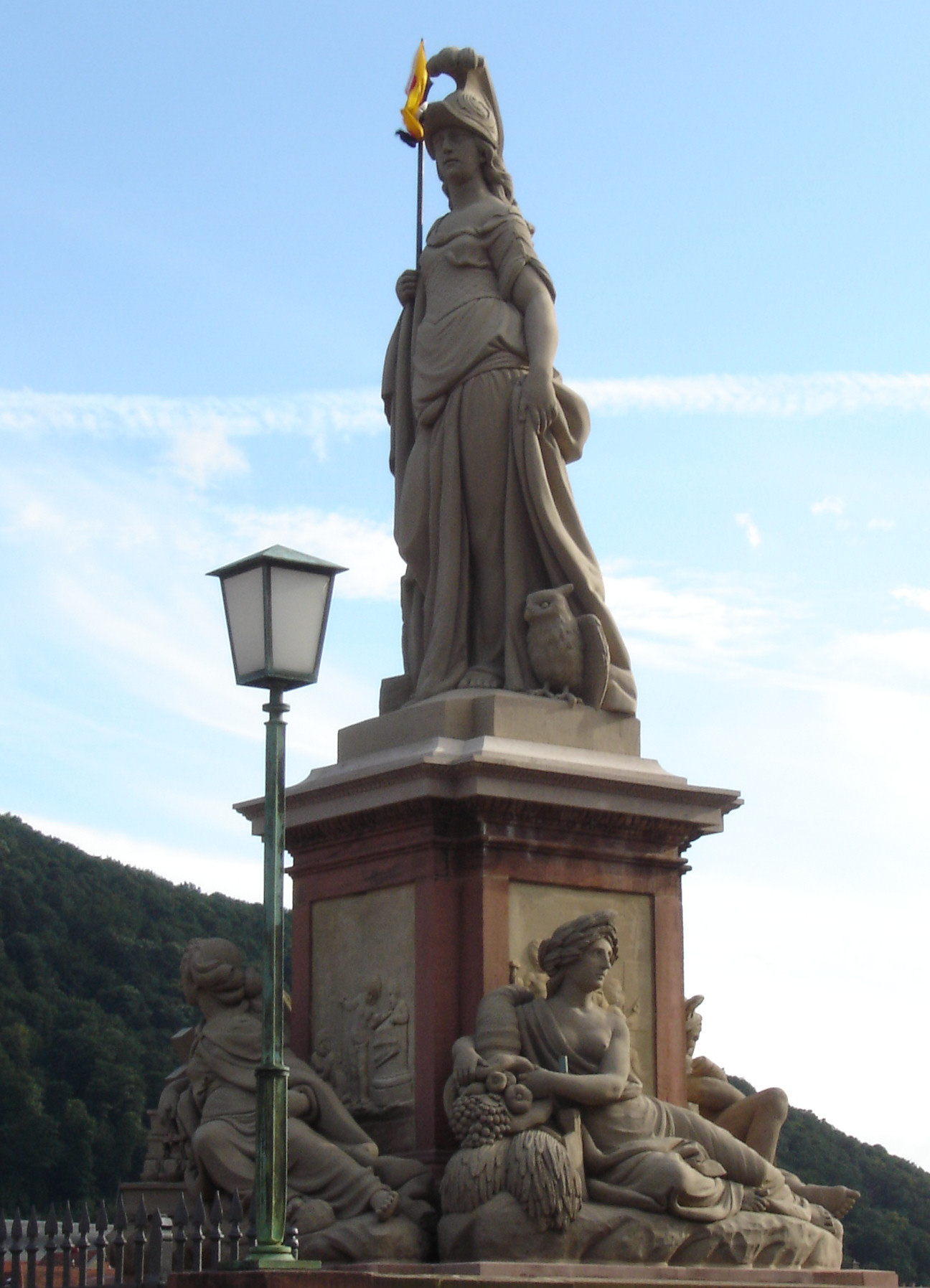
Minerva, Alte Brücke Heidelberg
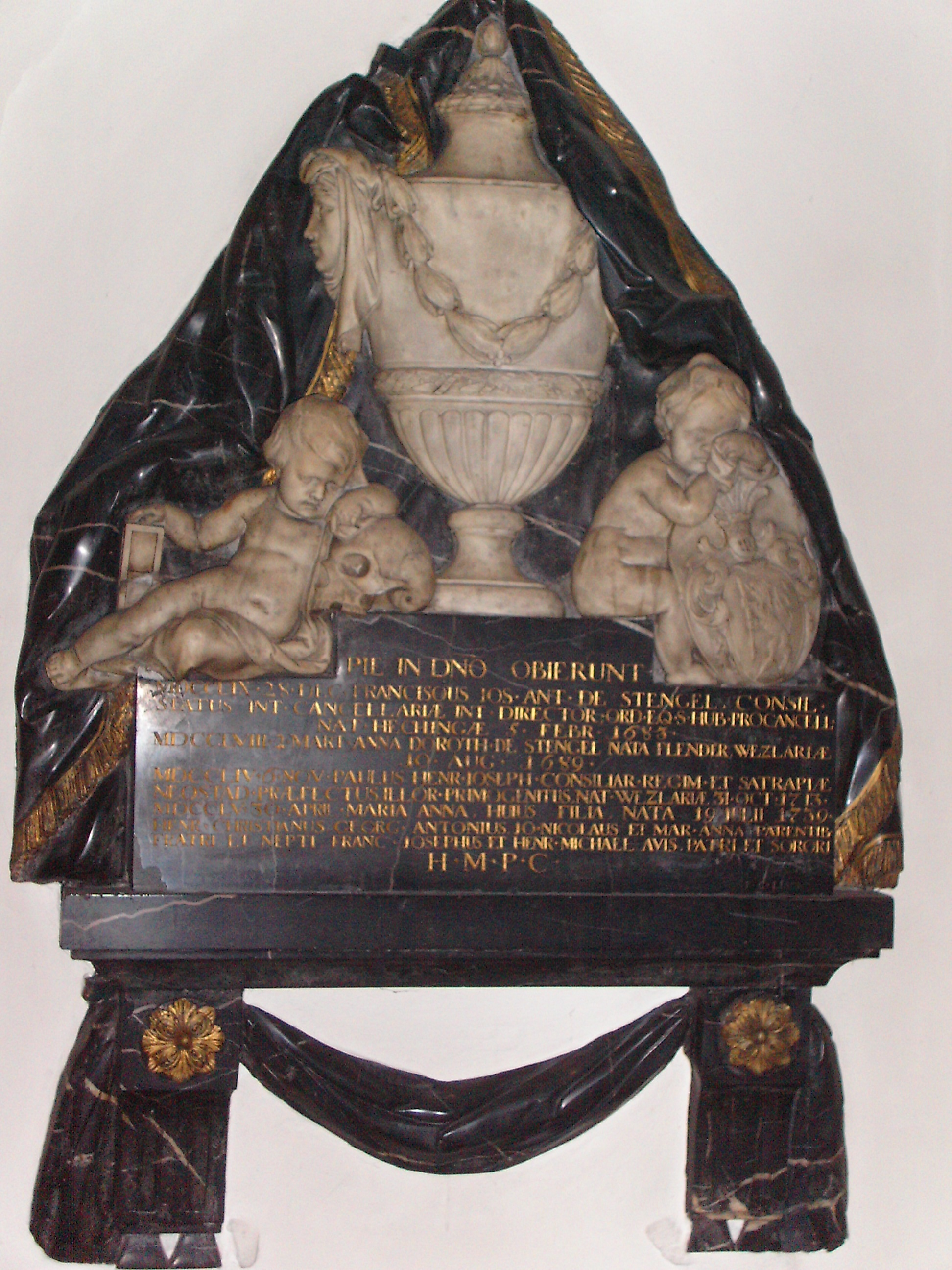
Signiertes Epitaph des Franz Joseph von Stengel, in der Mannheimer Sebastianskirche
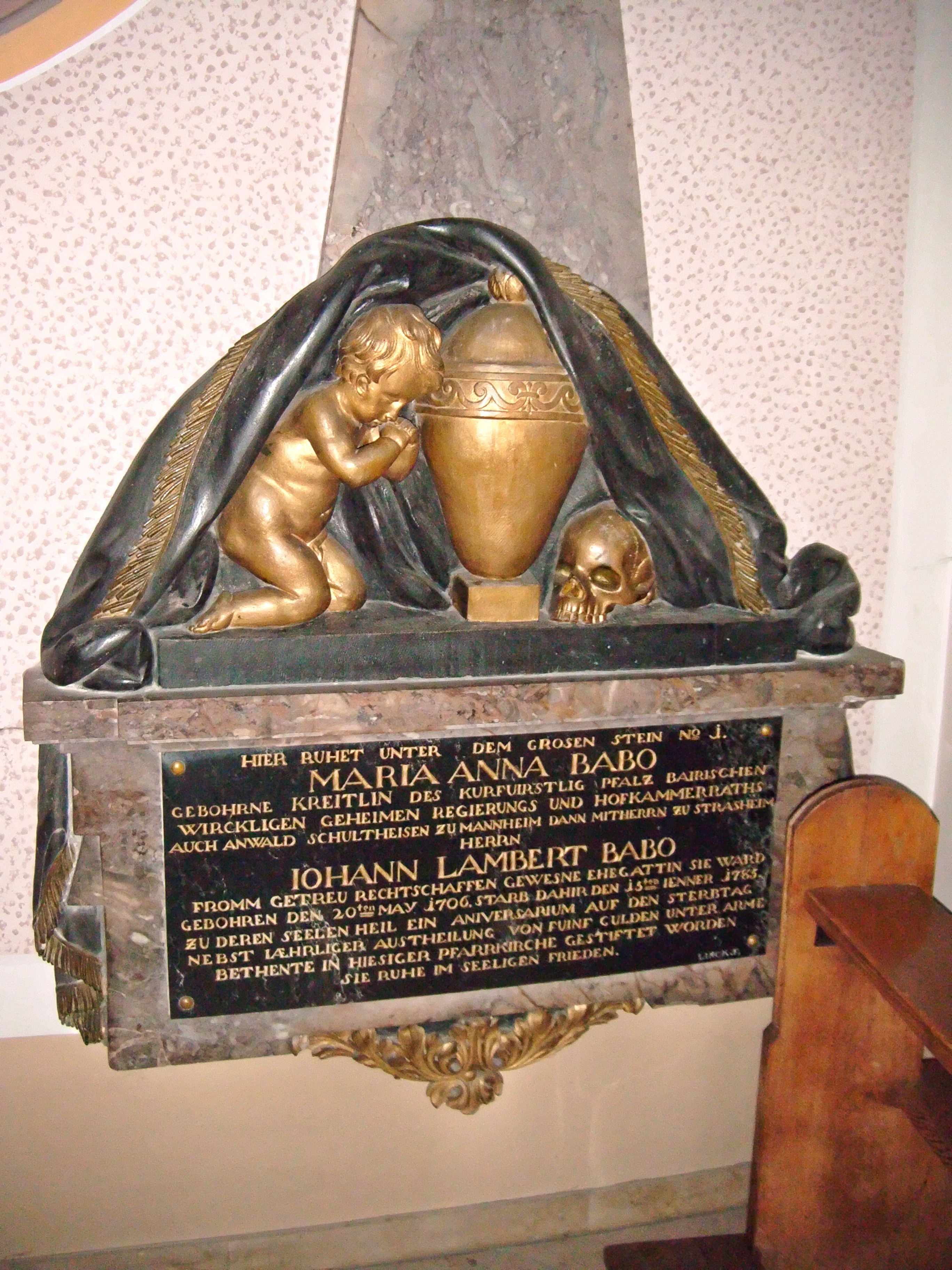
Signiertes Epitaph der Ehefrau des Hofbeamten Johann Lambert von Babo, in der St.-Laurentius-Kirche, Weinheim
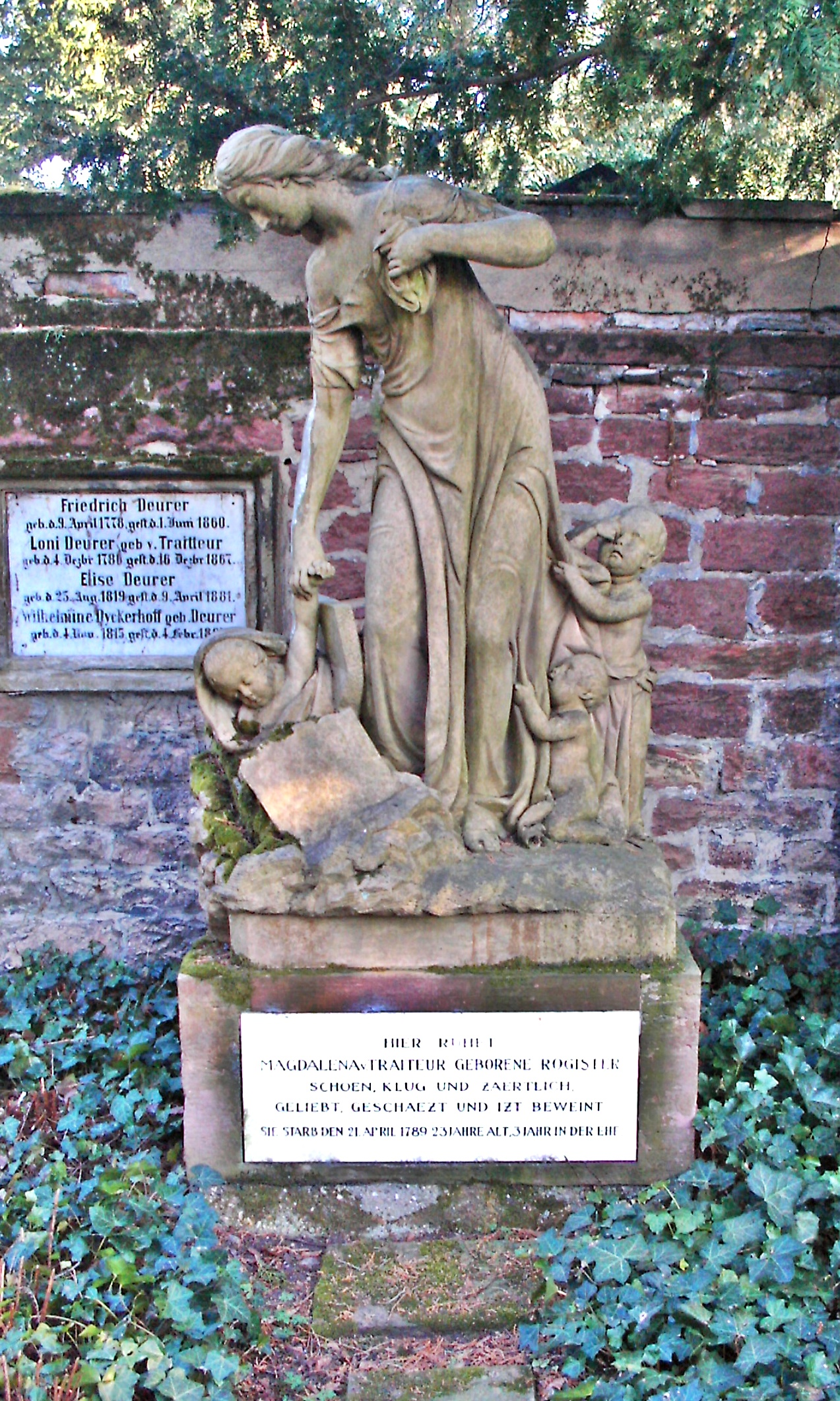
Grabmal der Ehefrau des Hofbibliothekars Karl Theodor von Traitteur, Hauptfriedhof Mannheim
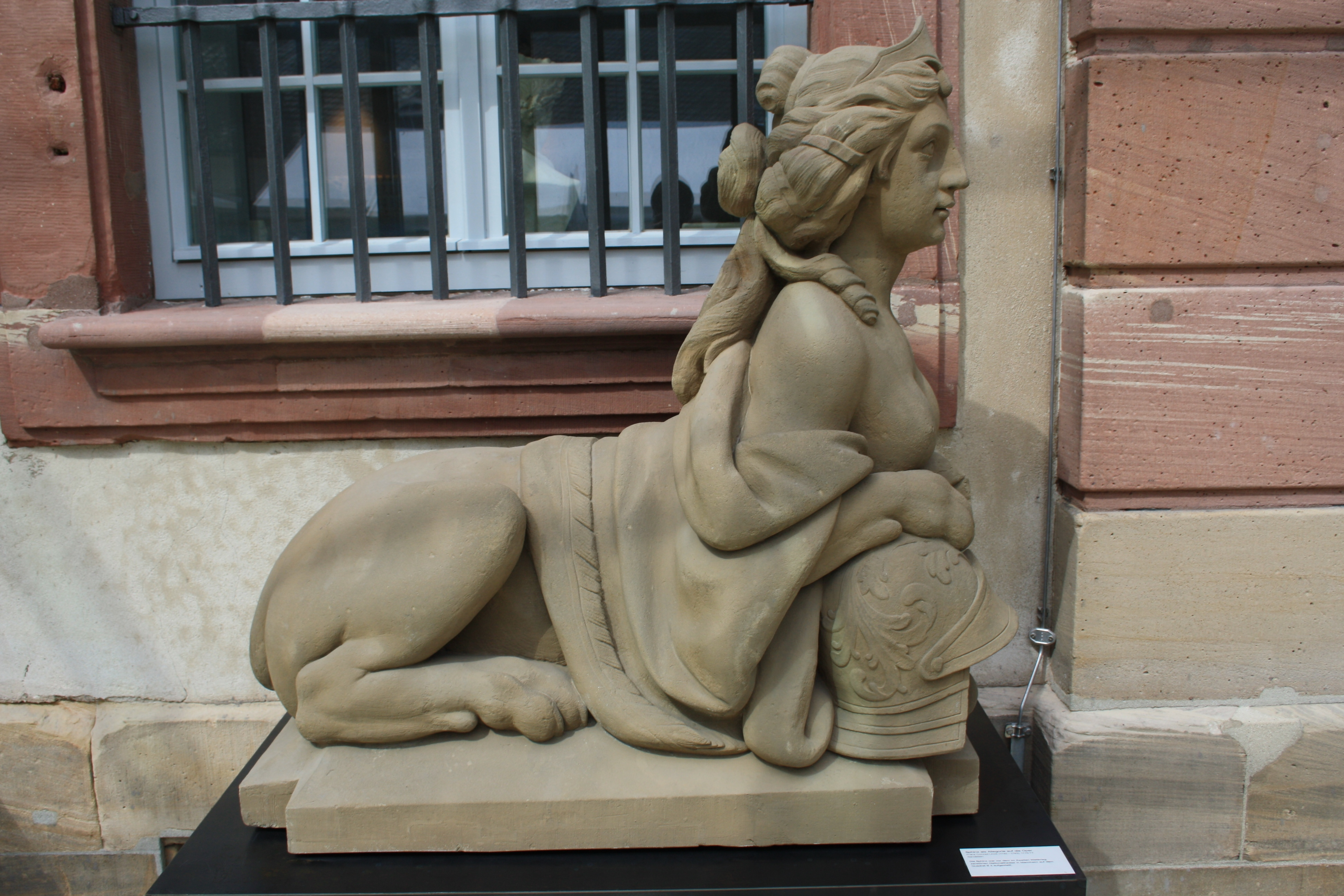
Sphinx, Mannheim, Nationaltheater
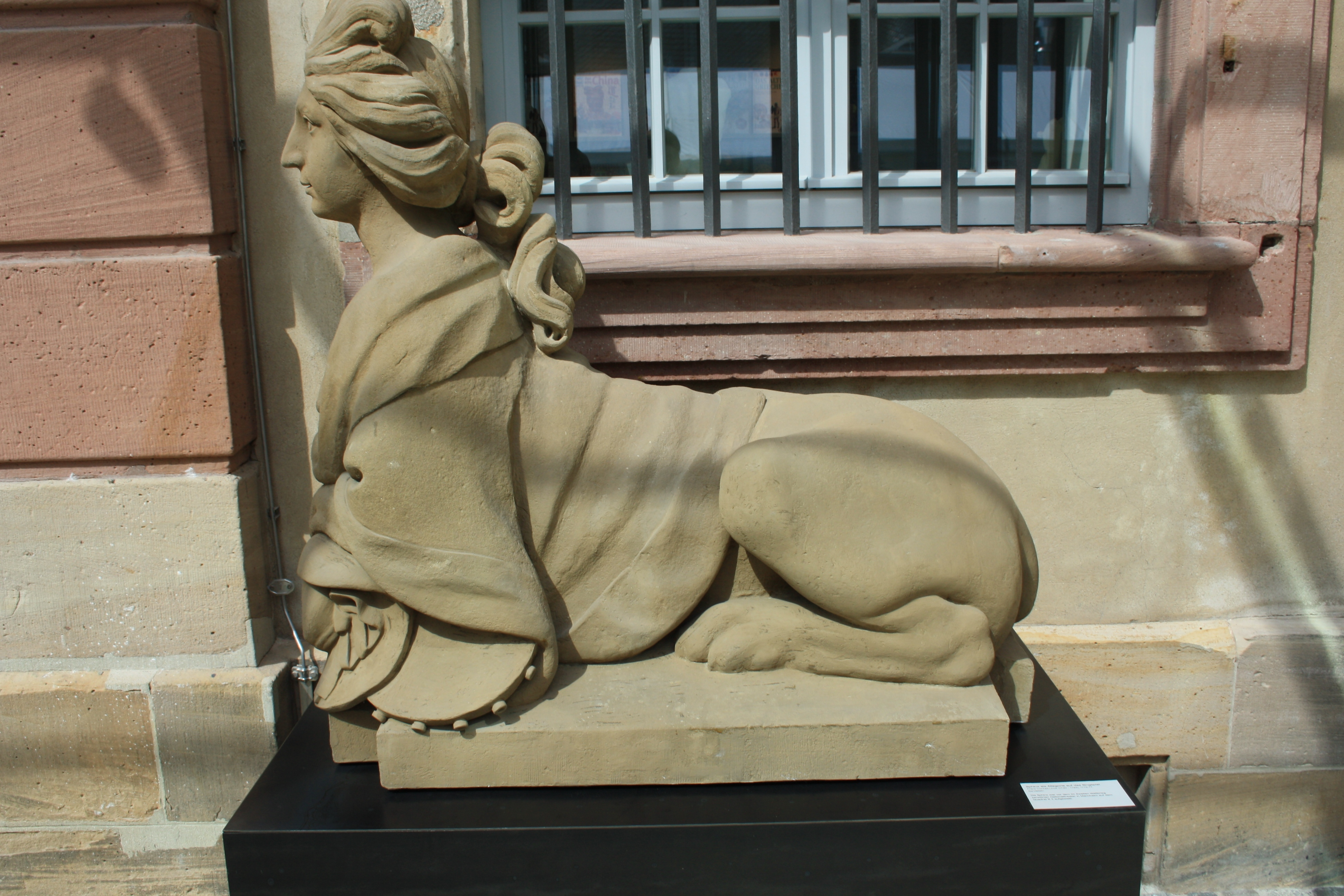
Sphinx, Mannheim, Nationaltheater
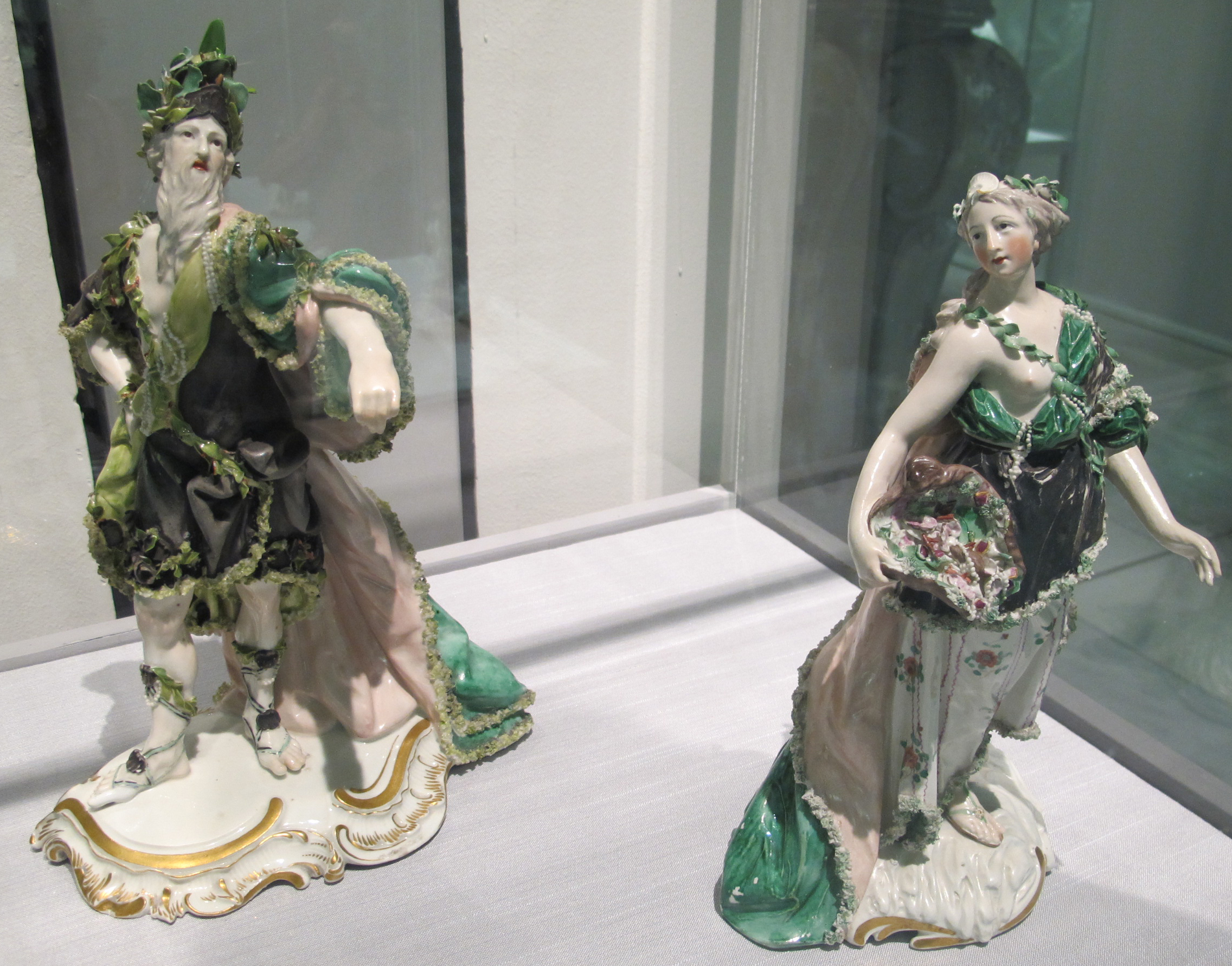
Porzellanfiguren Oceanus und Tethys
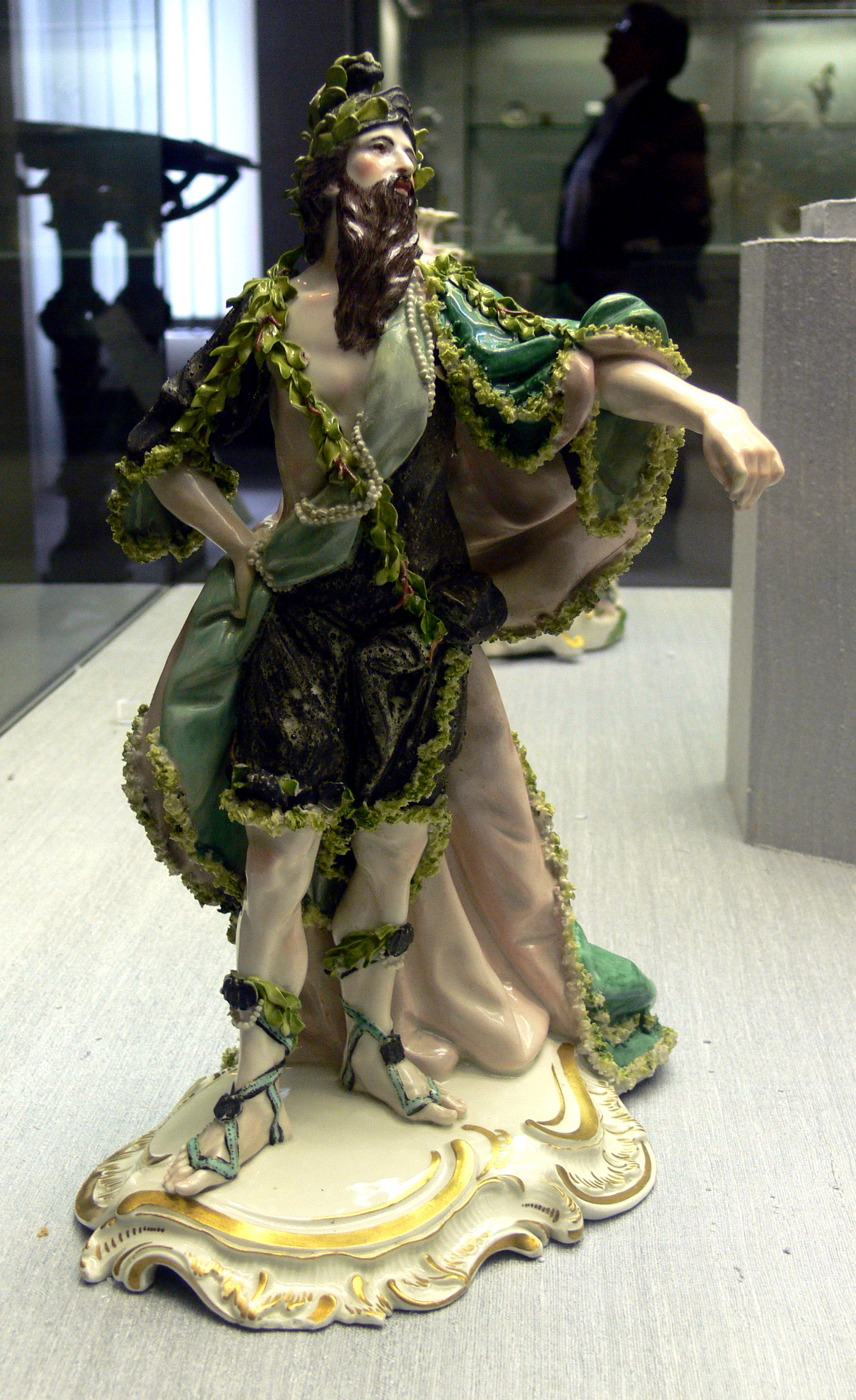
Porzellanfigur des Oceanus
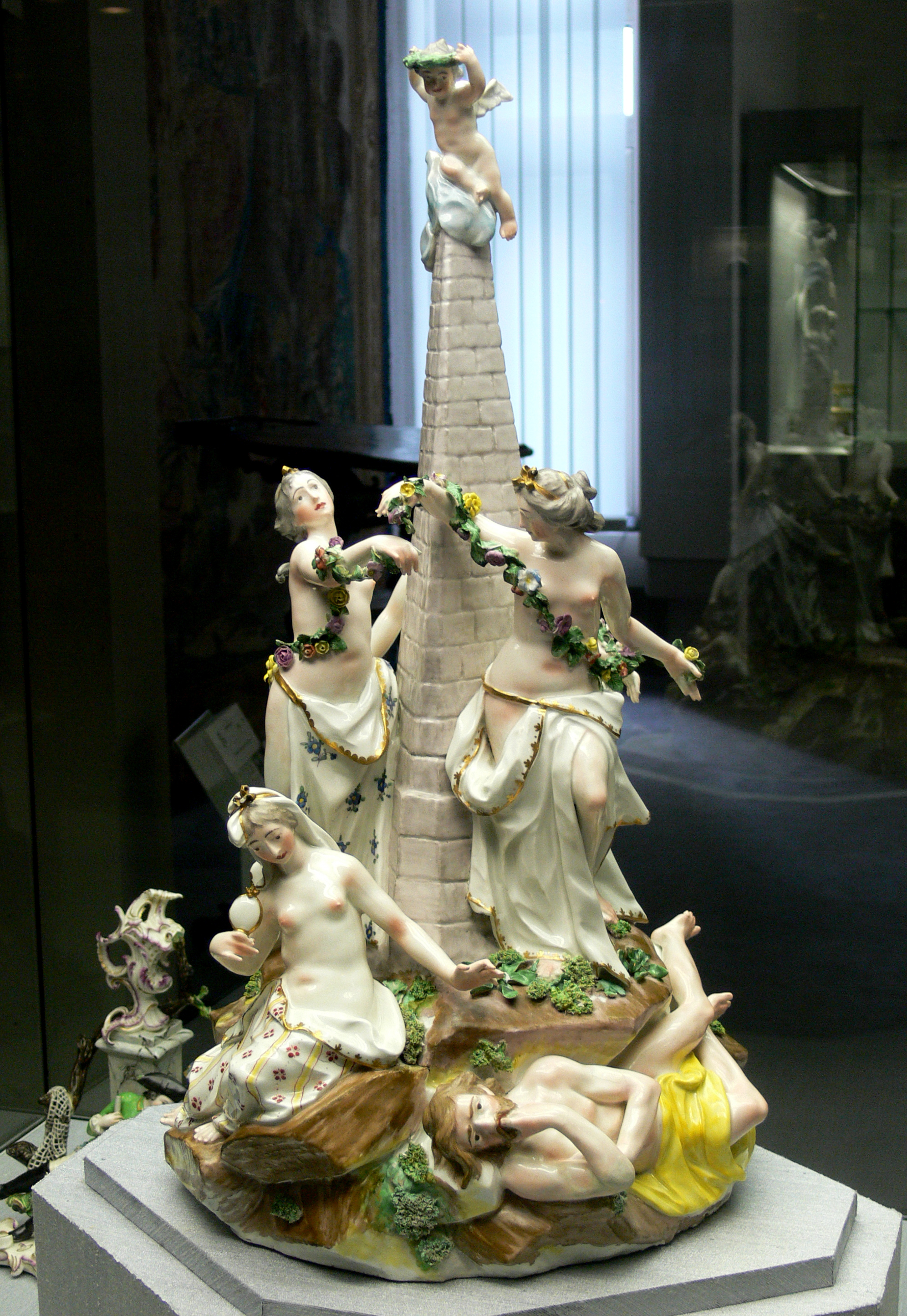
Tafelaufsatz aus Porzellan